# Jiří Hlinka (strojař)
Jiří Hlinka (* 6. července 1978 Brno) je český strojní inženýr a vysokoškolský pedagog, od roku 2022 děkan Fakulty strojního inženýrství Vysokého učení technického v Brně (FSI VUT). 
V roce 1996 složil maturitu na Střední průmyslové škole strojnické v Brně. Ve studiu pokračoval v letech 1996 až 2001 na FSI VUT, kde získal inženýrský titul poté, co absolvoval studium se specializací na stavbu letadel. V roce 2002 se stal výzkumným pracovníkem Centra leteckého a kosmického výzkumu na své alma mater, přičemž v této funkci setrval do roku 2011. V roce 2004 získal doktorský titul, když se v rámci studia specializoval na konstrukční a procesní inženýrství.
V letech 2005 až 2007 působil na své alma mater jako odborný asistent, než se v roce 2007 habilitoval v oboru Konstrukční a procesní inženýrství. Od té doby na fakultě působí jako docent, přičemž v letech 2011 až 2013 byl zároveň výzkumným pracovníkem centra NETME a v letech 2007 až 2013 tajemníkem Leteckého ústavu FSI VUT. V roce 2014 se stal proděkanem FSI VUT pro vnější vztahy a spolupráci s průmyslem, přičemž tuto funkci obhájil i pro období trvající do roku 2022. V letech 2014 až 2022 byl zároveň členem vědecké rady FSI VUT.
V listopadu 2021 úspěšně jako jediný zájemce o funkci kandidoval na funkci děkana FSI VUT. Funkce se ujal v únoru 2022. Ve své vědecké činnosti se zaměřuje zejména na oblast spolehlivosti letadlové techniky.